# Trafigura
Tập đoàn Trafigura Pte. Ltd. là một công ty thương mại đa quốc gia được thành lập vào năm 1993 chuyên kinh doanh kim loại cơ bản và năng lượng. Có trụ sở tại Singapore, Trafigura được đăng ký hợp pháp tại Singapore. Là công ty tư nhân kinh doanh dầu lớn thứ hai thế giới sau Vitol và công ty tư nhân giao dịch kim loại lớn nhất thế giới.
Trafigura được thành lập bởi Claude Dauphin và Eric de Turckheim. Trước khi qua đời, vào tháng 9 năm 2015, Dauphin sở hữu ít hơn 20% công ty, phần còn lại thuộc sở hữu của 500 nhân viên cấp cao.
Trafigura đã được nêu tên hoặc liên quan đến một số vụ bê bối, đặc biệt là bãi chất thải độc hại ở Bờ Biển Ngà năm 2006, khiến tới 100.000 người bị phát ban da, đau đầu và các vấn đề về hô hấp. Công ty cũng tham gia vào Bê bối đổi dầu lấy lương thực ở Iraq.

## Cơ cấu doanh nghiệp
- Trafigura Beheer BV, có trụ sở tại Hà Lan. Năm 1999, công ty đã trở thành công ty đầu tiên có được hợp đồng bán dầu của Sudan trên phạm vi quốc tế.[9]
- Tập đoàn Impala, công ty vận hành các tài sản và đầu tư lưu trữ và phân phối dầu trên toàn thế giới của tập đoàn đã là một công ty con thuộc sở hữu hoàn toàn kể từ năm 2001.
- Puma Energy, hoạt động tại hơn 20 quốc gia, chủ yếu ở Trung Mỹ và Châu Phi, và sở hữu mạng lưới hơn 600 trạm dịch vụ. Vào ngày 7 tháng 5 năm 2012, Puma đã ký một thỏa thuận mua lại các cổ đông chủ chốt ở KenolKobil, công ty tiếp thị dầu độc lập lớn nhất ở miền đông và miền trung châu Phi, thêm 400 trạm vào mạng lưới của công ty.[10][11] Tuy nhiên, Puma Energy sau đó đã chấm dứt việc mua lại nhà tiếp thị dầu.[12]
- EMINCAR, có trụ sở tại La Habana, Cuba cho đến năm 2010, tư vấn và quản lý hậu cần khoáng sản.
- Galena Asset Management, có trụ sở tại Thụy Sĩ,[13] là công ty con mà Trafigura đã thành lập và quản lý một doanh nghiệp quản lý quỹ.[14]